# Sava Bohinjka
Sava Bohinjka je rijeka u sjeverozapadnoj Sloveniji, koja spajanjem s rijekom Savom Dolinkom formira rijeku Savu.
Sava Bohinjka izvire iz Bohinjskog jezera. Iz jezera ističe rječica Jezernica i nakon 100 m se spaja s potokom Mostnica, koja dolazi iz doline Voj, i tvore rijeku Savu Bohinjku koja protječe kroz naselja Bohinjska Bistrica, Bohinjska Bela, i u blizini Bledskog jezera, da bi se spojila s rijekom Savom Dolinkom u blizini naselja Radovljica, te zajedno formiraju Savu.
U Bohinjsko jezero ulijeva se potok Savica, koji se napaja vodom iz Doline Triglavskih jezera. Na Savici se nalazi istoimeni 60 m visok vodopad.